# 当縁郡
- 令制国一覧 > 北海道 (令制) > 十勝国 > 当縁郡
- 日本 > 北海道 > 河西支庁 > 当縁郡

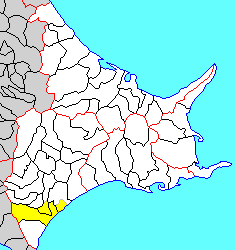
北海道当縁郡の位置（黄：明治期）

当縁郡（とうぶいぐん）は、北海道（十勝国）河西支庁にあった郡。 

## 郡域
1879年（明治12年）に行政区画として発足した当時の郡域は、下記の区域にあたる。
- 広尾郡大樹町
- 中川郡幕別町の一部（忠類各町）
- 中川郡豊頃町の一部（湧洞・長節）

## 歴史

### 郡発足までの沿革
江戸時代の当縁郡域は、松前藩によって開かれたトカチ場所に含まれた。江戸時代後期、当縁郡域は東蝦夷地に属していた。藩政時代から明治時代初頭にかけての交通は、沿岸部に渡島国の箱館から千島国方面に至る道（国道336号の前身）が通じていた。国防のため寛政11年当縁郡域は天領とされた。文政4年には一旦松前藩領に復したものの、安政2年再び天領となり仙台藩が警固をおこない、同6年の6藩分領以降は仙台藩領に組み込まれた。戊辰戦争（箱館戦争）終結直後の1869年、大宝律令の国郡里制を踏襲して当縁郡が置かれた。

### 郡発足以降の沿革
- 明治2年
  - 8月15日（1869年9月20日） - 北海道で国郡里制が施行され、十勝国および当縁郡が設置される。開拓使が管轄。
  - 8月28日（1869年10月3日） - 鹿児島藩の領地となる（北海道の分領支配）。
  - 10月 - 再び開拓使の管轄となる。
- 明治3年1月9日（1870年2月9日） - 徳川慶頼（田安徳川家）の領地となる（同上）。
- 明治4年8月20日（1871年10月4日） - 廃藩置県により再び開拓使の管轄となる。
- 明治5年
  - 4月9日（1872年5月15日） - 全国一律に戸長・副戸長を設置（大区小区制）。
  - 10月10日（1872年11月10日） - 4月に設置された区を大区と改称し、その下に旧来の町村をいくつかまとめて小区を設置（大区小区制）。
- 明治9年（1876年）9月 - 従来開拓使において随意定めた大小区画を廃し、新たに全道を30の大区に分ち、大区の下に166の小区を設けた。

- 第23大区
  - 6小区 ： 歴舟村、当縁村、大樹村

- 明治12年（1879年）7月23日 - 郡区町村編制法の北海道での施行により、行政区画としての当縁郡が発足。
- 明治13年（1880年）3月 - 浦河郡外十郡役所（浦河三石様似幌泉広尾当縁十勝中川河西河東上川郡役所）の管轄となる。
- 明治15年（1882年）2月8日 - 廃使置県により札幌県の管轄となる。
- 明治19年（1886年）1月26日 - 廃県置庁により北海道庁札幌本庁の管轄となる。
- 明治20年（1888年）6月 - 釧路郡外十一郡役所（釧路阿寒白糠足寄川上広尾当縁十勝中川河西河東上川郡役所）の管轄となる。
- 明治22年（1890年）1月 - 釧路郡外十郡役所（釧路阿寒白糠足寄広尾当縁十勝中川河西河東上川郡役所）の管轄となる。
- 明治24年（1892年）3月 - 釧路郡外十二郡役所（釧路阿寒白糠足寄広尾当縁十勝中川河西河東上川厚岸川上郡役所）の管轄となる。
- 明治30年（1897年）
  - 7月 - 河西郡外五郡役所（河西河東上川中川十勝当縁広尾郡役所）の管轄となる。
  - 11月5日 - 郡役所が廃止され、河西支庁の管轄となる。
- 明治39年（1906年）4月1日 - 北海道二級町村制の施行により、所属各村が隣接郡に編入され、当縁郡消滅。1886年の北海道庁発足後、初の郡消滅となった。
  - 広尾郡茂寄村 ← 大樹村、歴舟村、当縁村［一部[1]］（現・広尾郡大樹町、中川郡幕別町）
  - 十勝郡大津村 ← 当縁村［一部[2]］（現・広尾郡大樹町、中川郡豊頃町）

## 行政
浦河郡外十郡長
釧路郡外十一郡長
釧路郡外十郡長
釧路郡外十二郡長
河西郡外五郡長
| 代 | 氏名       | 就任年月日            | 退任年月日                | 備考                                 |
| -- | ---------- | --------------------- | ------------------------- | ------------------------------------ |
| 1  | 吉田直太郎 | 明治30年（1897年）7月 | 明治30年（1897年）11月5日 | 河西郡外五郡役所を廃し河西支庁を置く |